# Pecaya (Venezuela)
Pour les articles homonymes, voir Pecaya.
Pecaya est la capitale de la paroisse civile de Pecaya de la municipalité de Sucre de l'État de Falcón au Venezuela.